# Крестьяне, играющие на дудках
«Крестья́не, игра́ющие на ду́дках» («Бретонские волынщики») — картина Бориса Григорьева 1924 года из цикла Visages du Monde («Лики мира», 1920–1931). Вторая по цене (3,2 млн долларов) картина Григорьева из проданных на аукционах; уступает только «Чабану» (портрет Николая Клюева; 3,7 млн). Полотно куплено в ноябре 2008 года на аукционе Sotheby's в Нью-Йорке лихтенштейнским фондом SEPHEROT Foundation.

## История
Картина «Крестьяне, играющие на дудках» была написана Борисом Григорьевым в 1924 году в рамках цикла Visages du Monde («Лики мира», 1920–1931).
До 2008 года картина находилась в запасниках Berkshire Museum в Питсфилде, куда попала из собрания малоизвестных коллекционеров Джозефин Крейн и Флоренс Кип. Полотно не репродуцировалось в монографиях по творчеству Бориса Григорьева и с 1920-х годов не появлялось на выставках. «Крестьян, играющих на дудках» вместе с двумя другими обнаруженными работами Григорьева, «Чабаном» (портрет Николая Клюева) и «Мужчиной с трубкой» Berkshire Museum выставил на аукцион Sotheby's в Нью-Йорке 3 ноября 2008 года. Если до начала продаж «Крестьяне, играющие на дудках» оценивались как самая дорогая (4—6 млн долларов) григорьевская работа, и «Чабан» по предварительной оценке (2,5—3,5 млн) им уступал, то в результате продаж картины поменялись местами: «Крестьяне» были проданы за 3,2 млн, «Чабан», ставший самой дорогой картиной Григорьева из проданных на аукционах, — за 3,7. Бывшая до этого почти в течение года самой дорогой григорьевской работой «Марсельская шлюха», стала третьей.
«Крестьяне, играющие на дудках», так же как и за год до этого «Марсельская шлюха», были куплены лихтенштейнским фондом SEPHEROT Foundation.